# Carl Heinrich von Wülcknitz
Carl Heinrich von Wülcknitz (* 1656; † 1727) war ein Landrat und anhalt-köthenscher Hofmarschall.

## Leben

### Herkunft und Familie
Von Wülcknitz entstammte dem altadeligen Adelsgeschlecht Wülknitz aus Anhalt. Er war Sohn des Ludwig von Wülcknitz, Oberamtmann und Mitglied der Fruchtbringenden Gesellschaft, und dessen Ehefrau Sophie, geb. von Börstel († 1724). Er hatte zwei Brüder; Friedrich Julius und Ludwig Wilhelm. Er heiratete Johanna Sophie von Hake, Tochter des anhaltischen Regierungskanzlers Heinrich von Hake. Das Ehepaar hatte zahlreiche Kinder, darunter den Regierungsrat Lebrecht Heinrich, den Staatsminister August Ludwig, Karl Friedrich, Leopold Wilhelm († 1715), Leopold Philipp Heinrich, der früh verstorbene Kurt Ferdinand und den hessischen Generalleutnant Eberhard Gustav von Wülknitz.

### Karriere
In Anhalt-Köthen wirkte er als Geheimer Rat, Kammerdirektor und Hofmarschall. Auch wirkte er als Landrat im Fürstentum Anhalt. 1693 legte er alle seine Ämter nieder und zog sich auf sein Gut in Reinsdorf zurück. Dort wirkte er noch bis 1716 als Unterdirektor der Ritterschaft in Köthen.